# Сурганов В'ячеслав Сергійович
В'ячеслав Сергійович Сурганов (нар. 27 липня 1933, с. Бакал, Челябінська область) — російський політик, голова Свердловської обласної думи (1995—1996) і Обласної думи Законодавчих зборів Свердловської області (1996—2000), народний депутат РРФСР (1990 1993), член Ради Федерації (1996—1997, 1998—1999).

## Біографія
У 1956—1990 рр. працював у геологорозвідувальних організаціях:
- 1956—1965 рр. — в Уральському геологічному управлінні (старший буровий майстер, начальник ділянки, завідувач буровими роботами, технічний керівник, начальник партії);
- 1965—1966 рр. — керівник бурових робіт в Гані ;
- 1966—1969 рр. — керівник бурових робіт в Ірані ;
- 1969—1990 рр. — керівник Уральської геологорозвідувальної експедиції (м Верхня Пишма Свердловської області), керівник Уральським виробничим геологічним трестом «Уралцветметразведка», одночасно в 1984—1986 рр. — керівник групи радянських геологів в Ефіопії.

У березні 1990 року обраний народним депутатом РРФСР і депутатом Верхньопишмінської міськради. На першому засіданні міськради його обрано головою. У травні 1990 обраний членом Верховної Ради Української РСР. У листопаді 1991 року призначений головою адміністрації Верхньої Пишми, в зв'язку з чим склав повноваження члена Верховної Ради Української РСР.
10 квітня 1994 року обраний депутатом Свердловської обласної думи від Нижньотагільського чотирьоххмандатного виборчого округу № 4. 12 травня 1994 року обраний заступником голови думи, в зв'язку з чим залишив посаду глави адміністрації Верхньої Пишми. Головою Свердловської обласної думи був обраний Е. Е. Россель. Після обрання Росселя Губернатором Свердловської області в серпні 1995 року, Сурганов став головою Свердловської обласної думи (обраний 6 вересня 1995 года). 23 січня 1996 року стало членом Ради Федерації Федеральних Зборів Російської Федерації за посадою. Був членом комітету з питань бюджету, податкової політики, фінансовому, валютному і митному регулюванню, банківській діяльності.
14 квітня 1996 року обраний депутатом Обласної думи Законодавчого Зібрання Свердловської області за списком «прогубернаторского» руху «Преображення Уралу» . 20 квітня 1996 року в першому засіданні оновленої думи переобраний її головою.
14 травня 1997 поступився своїм кріслом у Раді Федерації голови Палати представників Законодавчих зборів Свердловської області А. Ю. Шапошникову.
На перевиборах половини складу Обласної думи 12 квітня 1998 року рух «Преображення Уралу» зазнало поразки, отримавши всього 2 мандати з 14, однак відносна більшість прихильників Е. Е. Россель в думі збереглося. Перше засідання оновленого складу думи неодноразово зривалося і було проведено лише 18 травня 1998, на ньому Сурганов був переобраний головою думи. 9 липня 1998 він знову став членом Ради Федерації і увійшов до складу комітету з конституційного законодавства і судово-правових питань. 17 травня 1999 передав повноваження в Раді Федерації голові Палати представників П. Е. Голенищеву .
На чергових виборах Обласної думи 26 березня 2000 року свою кандидатуру коли висував. У 2000 році був призначений радником Губернатора Свердловської області.

## Нагороди та почесні звання
- Орден Трудового Червоного Прапора;
- орден Дружби народів;
- орден «Знак Пошани»;
- заслужений геолог РРФСР ;
- почесний громадянин Свердловської області ;
- почесний громадянин міста Верхня Пишма;
- почесний розвідник надр СРСР, почесний розвідник надр Росії